# 唐林岗站
唐林岗站是一个北同蒲线上的铁路车站，位于山西省原平市五家庄乡，建于1935年，目前为四等站，邮政编码为034101。目前客运：办理旅客乘降；行李、包裹托运；不办理货运营业。